# Пурувеси
Пурувеси (фин. Puruvesi) — озеро в восточной Финляндии, входящее в озёрную систему «большой Саймы». Объём воды — 3,655 км³. Площадь поверхности — 416,35 км². Высота над уровнем моря — 75,8 м.
Озеро находится на территории трёх муниципалитетов: Керимяки, Кесялахти и Савонлинна (ранее — Пункахарью). Озеро известно биохимической чистотой воды и прозрачностью (6-10 м от поверхности в безветренные и солнечные дни) Сайменская нерпа, редкий эндемичный вид пресноводных тюленей, вернулся в Пурувеси.